# WTA Finals 2014 - Doppio
Il doppio  del WTA Finals 2014 è un torneo di tennis facente parte del WTA Tour 2014.
La formula delle finali del doppio da quest'anno prevede 8 coppie; le prime 4 qualificate vengono considerate teste di serie che al primo turno, ovvero i quarti, sfideranno una coppia che si è qualificata da quinta a ottava. Le finali di doppio quindi rispetto al singolo avverranno secondo un tabellone ad eliminazione diretta.
Hsieh Su-wei e Peng Shuai erano le detentrici del titolo ma, nonostante si siano qualificate come seconde, sono state sconfitte in finale da Cara Black e Sania Mirza per 6-1, 6-0.

## Giocatrici
1. Sara Errani /  Roberta Vinci (ritirate, quarti di finale)
2. Peng Shuai /  Hsieh Su-wei (finale)

1. Cara Black /  Sania Mirza (campionesse)
2. Elena Vesnina /  Ekaterina Makarova (quarti di finale)

## Tabellone

### Legenda
| - Q = Qualificato - WC = Wild card - LL = Lucky loser | - ALT = Alternate - SE = Special Exempt - PR = Protected Ranking | - w/o = Walkover - r = Ritirato - d = Squalificato |

### Fase finale
|  | Quarti di finale | Quarti di finale                      | Quarti di finale                      | Quarti di finale | Quarti di finale |  |  | Semifinali | Semifinali                            | Semifinali                            | Semifinali              | Semifinali              |   |   | Finale | Finale                 | Finale                 | Finale | Finale |  |
|  |                  |                                       |                                       |                  |                  |  |  |            |                                       |                                       |                         |                         |   |   |        |                        |                        |        |        |  |
|  | 1                | Sara Errani Roberta Vinci             | Sara Errani Roberta Vinci             | 1                | r                |  |  |            |                                       |                                       |                         |                         |   |   |        |                        |                        |        |        |  |
|  |                  | Květa Peschke Katarina Srebotnik      | Květa Peschke Katarina Srebotnik      | 2                |                  |  |  |            | Květa Peschke Katarina Srebotnik      | 6                                     | 5                       | [9]                     |   |   |        |                        |                        |        |        |  |
|  | 3                | Cara Black Sania Mirza                | 6                                     | 2                | [12]             |  |  | 3          | Cara Black Sania Mirza                | 4                                     | 7                       | [11]                    |   |   |        |                        |                        |        |        |  |
|  |                  | Raquel Kops-Jones Abigail Spears      | 3                                     | 6                | [10]             |  |  |            |                                       |                                       |                         |                         |   |   | 3      | Cara Black Sania Mirza | Cara Black Sania Mirza | 6      | 6      |  |
|  |                  | Alla Kudrjavceva Anastasija Rodionova | 4                                     | 6                | [10]             |  |  |            |                                       | 2                                     | Hsieh Su-wei Peng Shuai | Hsieh Su-wei Peng Shuai | 1 | 0 |        |                        |                        |        |        |  |
|  | 4                | Ekaterina Makarova Elena Vesnina      | 6                                     | 2                | [6]              |  |  |            | Alla Kudrjavceva Anastasija Rodionova | Alla Kudrjavceva Anastasija Rodionova | 1                       | 4                       |   |   |        |                        |                        |        |        |  |
|  |                  | Garbiñe Muguruza Carla Suárez Navarro | Garbiñe Muguruza Carla Suárez Navarro | 1                | 4                |  |  | 2          | Hsieh Su-wei Peng Shuai               | Hsieh Su-wei Peng Shuai               | 6                       | 6                       |   |   |        |                        |                        |        |        |  |
|  | 2                | Hsieh Su-wei Peng Shuai               | Hsieh Su-wei Peng Shuai               | 6                | 6                |  |  |            |                                       |                                       |                         |                         |   |   |        |                        |                        |        |        |  |